# Media Transfer Protocol
Media Transfer Protocol (MTP, укр. Протокол передачі мультимедія) — заснований на PTP апаратно-незалежний протокол, розроблений компанією Microsoft для підключення цифрових програвачів до комп'ютера.
MTP розрахований на передачу даних через USB, але може використовуватись на TCP та Bluetooth.
У 2008 MTP-пристроям виділено стандартний USB-клас.